# It Takes a Woman's Love
It Takes a Woman's Love (To Make a Man) è un singolo della rock band Kansas pubblicato nel 1976. È tratto dal quarto album della band Masque. La produzione riteneva che sarebbe potuto diventare un grande successo, ma il brano tradì le aspettative.